# ميسرشميت مي 210
ميسرشميت مي 210 مقاتلة ثقيلة ألمانية وطائرة هجوم أرضي في الحرب العالمية الثانية. بدأ التصميم قبل الحرب، كبديل لماسرشميت بي إف 110. كانت الأمثلة الأولى جاهزة في عام 1939، لكنها أثبتت أنها تتميز بخصائص طيران سيئة بشكل غير مقبول بسبب شكل الجناح الخطير وعيوب تصميم في جسم الطائرة. لم يقم برنامج اختبار تشغيلي واسع النطاق طوال عام 1941 وأوائل عام 1942 بعلاج المشاكل. دخل التصميم الخدمة المحدودة في عام 1943، ولكن تم استبداله على الفور تقريبًا بـ مسرشميت مي 410 Hornisse ("هورنيت"). كانت مي 410 تطورًا إضافيًا لـ مي 210، تمت إعادة تسميته لتجنب سمعة 210. يعني فشل برنامج تطوير مي 210 أن لوفتفافه اضطرت إلى مواصلة تشغيل Bf 110 بعد أن أصبحت قديمة، على الرغم من الخسائر المتزايدة.

## التصميم والتطوير
بدأ مصممو ميسرشميت العمل على ترقية Bf 110 في عام 1937، قبل أن تطير نسخة الإنتاج من بي أف 110. في أواخر عام 1938، دخلت Bf 110 الخدمة للتو، وبدأت وزارة طيران الرايخ في التطلع إلى استبدالها في نهاية المطاف.

## تاريخ العمليات

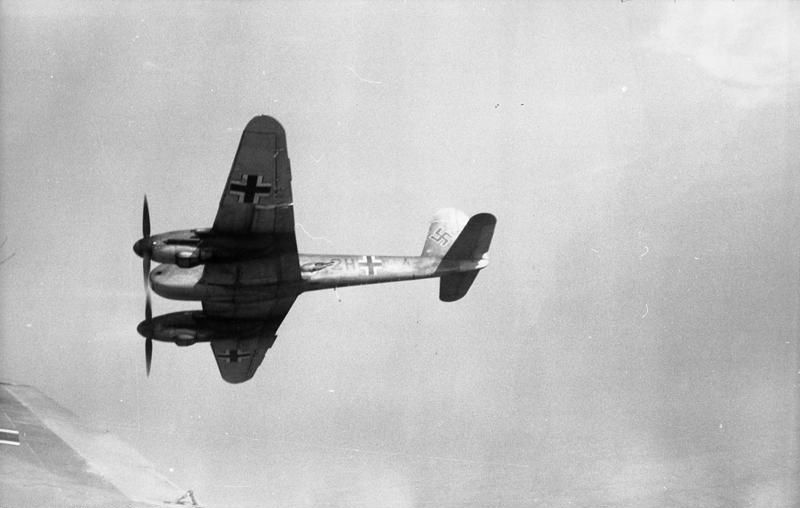

بدأت عمليات التسليم إلى وحدات الخطوط الأمامية في أبريل 1942، وأثبتت الطائرة أنها أقل شعبية لدى الطيارين. توقف الإنتاج في نهاية الشهر، وفي ذلك الوقت تم تسليم 90 فقط. تم تخزين 320 هيكلًا جويًا آخر مكتمل جزئيًا في المخازن. في مكانه، تم إعادة إنتاج Bf 110. على الرغم من أن Bf 110 مجهز الآن بمحركات دايملر بنز دي بي 605 الأحدث وقوة نيران أكبر، إلا أنه لا يزال تصميمًا قديمًا.
بدأت لوفتفافه في تلقي طائراتها التي بناها المجريون في أبريل 1943، والمجريون في عام 1944؛ عندما دخلوا الخدمة كانوا أكثر من راضين عنهم. انتهى الإنتاج في مارس 1944، عندما تحول المصنع لإنتاج بي أف 109جي. بحلول ذلك الوقت، تم بناء ما مجموعه 267 مي 210C، تم منح 108 منها للوفتفافه. كانوا يعملون في الغالب في تونس وسردينيا، وسرعان ما تم استبدالهم بمي 410.

## المشغليين
ألمانيا
 المجر
 اليابان